# Plethobasus cyphyus
Plethobasus cyphyus е вид мида от семейство Unionidae. Видът е световно застрашен, със статут Уязвим.

## Разпространение
Разпространен е в САЩ (Айова, Алабама, Арканзас, Вирджиния, Западна Вирджиния, Илинойс, Индиана, Кентъки, Минесота, Мисисипи, Мисури, Охайо, Пенсилвания, Тенеси и Уисконсин).